# 大向美智子
大向 美智子（おおむかい みちこ、1975年5月30日 - ）は、日本の元女子プロレスラー。現在はセラピストとして活躍している。岩手県久慈市出身。
あまちゃんのモデルとされる「かわいすぎる海女」大向美咲は親戚。

## 所属
- 全日本女子プロレス（1991年 - 1992年）
- LLPW（1993年 - 1997年）
- アルシオン（1997年 - 2003年）
- フリーランス（2003年 - 2007年）

## 来歴
小学生の時にクラッシュギャルズに憧れてレスラーを志し、1991年の中学卒業と同時に全日本女子プロレスの新人オーディションを受けて合格、同期に前川久美子・玉田りえ（凛映）・長谷川（白鳥）智香子らがいた。
1991年、怪我が多くプロテストには最後まで合格できずにいた。後楽園ホールの通路でスクワットを行い続けることで気力を認められ、ようやくプロ入りを許される。
1992年1月11日、中見川志保戦でデビューするが、デビュー前の練習中に痛めた右膝十字靭帯の影響もあって引退。
1993年、旗揚げしたばかりのLLPWにて再デビューを嘆願。試練の連戦を経て正式に入団を許可される。
1994年、全日本女子プロレスの長谷川咲恵、伊藤薫チームから、LLPWの半田美希、紅夜叉チームに全日本タッグ選手権の王座が移動。大向は9月27日のLLPW大阪大会にて、キャロル美鳥とチームを結成し同王座に挑戦、見事奪取に成功。第18代王者となる（その後全日本女子プロレスの吉田万里子、玉田りえチームに敗退し、王座転落）。
1995年から1997年にかけて、LLPWのアイドルレスラーとして活躍。FMWのシャーク土屋と抗争を繰り広げたり、写真集『BLOOMING』を発表して話題を集めるも、古参レスラーの層が厚いLLPW内でレスラーとしての価値を向上させることができず、伸び悩む。1997年夏、経営難の全日本女子プロレスから退社した元広報部長小川宏、アジャ・コングらが立ち上げた新しい女子プロレス団体アルシオンからヘッドハンティングの打診を受ける。二上美紀子（GAMI）とともに移籍を決意、LLPWを退団する。
1998年2月、後楽園ホールで行われたアルシオン旗揚げ戦では、いきなりアジャ・コングとシングル対決。レフェリーストップ負けを喫したものの、蹴りなどの打撃に活路を見出したファイトスタイルを提示し、新生・大向美智子をアピール。アルシオンでは参戦選手にライセンスナンバーを発行しており、大向のライセンスはNO.5だった。
1999年、アルシオンが年に二回開催していたシングル・トーナメントARS（5月開催）でGAMI、キャンディー奥津、矢樹広弓を連破して初優勝。そして8月に開催されたトーナメントZIONでは玉田凛映、GAMI、下田美馬を連破して、連続優勝。シングルプレイヤーとしてのグレードを一気にひき上げる。
2000年、前年よりアルシオンに参戦し、所属選手と反目しあっていた下田美馬、三田英津子のラス・カチョーラス・オリエンタレスに急接近。さらに府川唯未を巻き込み、美形レスラーによるユニット「VIP」を結成する。VIP内では特に下田美馬と手が合い、4月7日の川崎大会では2人のペアで、アジャ・コング、吉田万里子組からツイン・スター・オブ・アルシオン王座を奪取することに成功。また、GAMIの結成したユニット「Re Drug」らと、激しくも楽しいデッドヒートを展開した。
2001年、アルシオン内では一番早くアジャ・コング越えを果たしてクイーン・オブ・アルシオン王者となった後輩の浜田文子に宣戦布告。7月3日後楽園ホールで血みどろの壮絶なタイトル戦を繰り広げるが、敗北。前後してアルシオンに参戦したライオネス飛鳥が、11月に東京ベイNKホールで浜田の王座を奪取。大向はターゲットを飛鳥に絞る。またVIPを解散させ、後輩の藤田愛をタッグパートナーに抜擢、チーム名を「サイバージャンクス」とし、タッグ戦線を盛り上げる。
2002年2月、サイバー・ジャンクスでツインスター・オブ・アルシオン王座を獲得。5月11日、ライオネス飛鳥からクイーン・オブ・アルシオンのベルトを奪取、名実ともに団体の頂点に立つ。
2003年2月、経営難に陥ったアルシオンを退団。クイーン・オブ・アルシオン王座は返上。フリー選手となった。5月11日、全日本女子プロレス創立35周年記念大会で新日本プロレスの金本浩二と一夜限りのタッグを結成。一部マスコミでは（美男・美女タッグ）と報道された。年末、吉田万里子、AKINO、中西百重、Baby-Mと、フリー選手によるユニット「M's Style」を結成（中西はその後離脱）。定期的に主催興行を行うようになる。
2005年6月28日、総合格闘技大会スマックガールに自ら「リアル女子プロレスラー」を名乗り参戦。「リアルプロレスラー」美濃輪育久と特訓して臨み、韓国のイ・ヒジンと対戦。1Rにバックドロップを決めるなどし、最後は鼻骨骨折で鼻血を出しながらもパンチ連打でKO勝ちを収めた。
2007年8月4日、女子プロレス専門誌「Lady'sリング」が主催した「レディリンまつり」に於いて、結婚および12月9日の自主興行（新宿FACE）で現役を引退することを発表。当日はアルシオン、M's Styleで共闘した仲間と8人タッグマッチを行い、リングを去った。
結婚後は山口市に移住。夫はアパレル企業「エムラ」創業者一族の御曹司で元ミュージシャンだが、結婚後に音楽活動を引退し子会社の専務取締役を務めている。夫との間に1女1男がおり、自身のSNSで度々登場している。
2013年8月4日、M's Styleの後輩、栗原あゆみの引退興行にて第1試合で栗原のセコンド（対する飯田美花のセコンドは府川唯未だった）。
2017年4月7日、大阪市立城東区民センターにて行われた上井文彦プロデュース興行「STRONG STYLE HISTORY vol. 2」にて1日限定復帰。7月23日のスターダム大阪府立体育会館第二競技場大会にも限定復活予定。
2023年9月10日、後楽園ホールで行われた遠藤美月引退興行に一夜限定で復帰し遠藤とタッグを組み、 SAKI&瑞希と対戦する。
現在は、周南市の格闘技ジム「毛利道場」に所属するプロレスラー「土屋クレイジー」からの要請がきっかけで、月に1回「Egoistプロレス教室」に講師として参加する傍ら、土屋ら毛利道場Egoistプロレス所属レスラーの試合の際はマネージャーとして帯同している。
2024年7月13日、マリーゴールド両国国技館大会に来場し、長女の心希（しんの）が練習生としてマリーゴールドに入団したことを発表した。

## 得意技
- 裏投げ
- タイガー・スープレックス
- クレッセントキック
- 延髄ニー・ドロップ
- Bスリーボム
- トライアングルデヴィ
- シャイニング・ウィザード
- 踵落し

## 入場テーマ曲
- EGOIST TRANCE

## 写真集
- BLOOMING（竹書房）
- ARTEMIS（ゲオ出版）
- Nang Far（竹書房）

## ビデオ、DVD
- ARTEMIS（東芝EMI）
- Nang Far（竹書房）

## 映画出演
- プレイガール（2003年、東映）